# Acrobatornis fonsecai
Acrobatornis fonsecai е вид птица от семейство Furnariidae, единствен представител на род Acrobatornis. Видът е световно застрашен, със статут Уязвим.

## Разпространение
Видът е разпространен в Бразилия.